# スペシャルサンデー
『スペシャルサンデー』 （Special Sunday）は、テレビ朝日で2015年3月まで（15:30 - 17:25、日本時間、JST）と2020年10月から（16:30 - 17:25）毎週日曜日の午後の時間帯に放送され、2018年10月21日より同局の日曜朝（10:00 - 11:00、JST）で放送されている単発番組枠の名称である。略称『スペサン』。

## 概要
主にバラエティー番組、ドキュメンタリー、紀行番組を中心に編成する他、不定期でテレビ朝日系列局制作の単発番組やレギュラー番組の特番も編成している。一部『サンデープレゼント』で放送されているシリーズを放送する事があった他、稀にテレビ朝日系列で過去に放送した特別番組の再放送をする場合があった。しかし2000年代後半あたりから本枠向けの特番が激減し、末期は『土曜ワイド劇場』などで放送されたドラマ作品の再放送が本枠の大半を占めていた。
昼時代末期には、番組タイトルCGにテレビ朝日のマスコットキャラクター「ゴーちゃん。」が登場し、テレビ画面に「スペサン -Special Sunday-」のタイトルロゴが表示されていた。

## 歴史
1991年4月、これまで15時枠にあった演芸番組『ザ・テレビ演芸』が終了し、13:45から放送していた音楽バラエティ番組『歌謡びんびんハウス』の放送時間が14:55→14:25までに短縮されたのに伴って、空白枠となった時間帯が単発枠となり、テレビ朝日では14:30-17:25の時間帯を『日曜ワイド』と位置付けた。その後、1994年10月2日から12時台の番組が45分放送から55分放送に拡大、それに伴い、ABCテレビ制作・全国ネット番組の『新婚さんいらっしゃい!』と『パネルクイズ アタック25』が10分繰り下げとなり、さらに15:25 - 15:55枠に『歌謡びんびんハウス』の後継番組となる『まいど!音楽ラスベガス』がスタートしたため、14:00 - 15:25と16:00 - 17:25に分離したのに伴って、14時台は枠名を現在の『サンデープレゼント』に改称し、16:00 - 17:25が『日曜ワイド』という形となった。1995年9月24日に『音楽ラスベガス』が終了した後は『日曜ワイド』を30分拡大し、15:30からの放送となった。『日曜ワイド』の名称は2009年あたりまで使用していた。

### 2015年4月改編、日曜午後時代に幕
2015年4月5日より『サンデープレゼント』枠で数回放送され好評を博した『路線バスで寄り道の旅』がレギュラー放送開始（15:25 - 16:30）となり、続けて、午前10時枠から移動の『報道ステーション SUNDAY』（16:30 - 18:00）に接続する編成となる。これにより本枠は一旦廃枠となり『日曜ワイド』時代から換算して24年にわたる歴史に幕を下ろした。この時点でテレビ朝日の日曜午後の単発枠は『サンデープレゼント』のみとなった。
第1期最終放送日となった2015年3月29日は、最後の番組として『路線バスで寄り道の旅 徳さん珍道中すべて見せますSP』を放送して締めくくった。当日は静岡朝日テレビ、山口朝日放送へも同時ネットされた。

### 2017年4月改編、事実上の『日曜ワイド』復活へ
2017年4月よりテレビ朝日系列の番組改編に伴い、『土曜プライム』枠（毎週土曜21:00 - 23:06）の一企画扱いで放送してきた『土曜ワイド劇場』および『土曜ワイド劇場』ではない『土曜プライム』のドラマ作品について、2時間ドラマ枠である新枠の『日曜ワイド』（毎週日曜10:00 - 11:50〈2時間枠〉）枠にて放送することを、テレビ朝日が同年2月10日に発表した。これにより事実上、旧『日曜ワイド』枠廃止から2年ぶり、枠名変更から約8年ぶりの『日曜ワイド』復活となった。ただし、新『日曜ワイド』では『土曜プライム』で月1回（原則第3週に）設けられていた朝日放送（現：朝日放送テレビ）制作枠は設けられていなかった。

### 2018年10月改編、日曜朝で復活
廃枠になってから3年半後、2018年10月21日より、日曜朝の番組として復活した。これにより再び日曜日の単発枠が2枠となり、午前が本枠、午後が『サンデープレゼント』という形式となる。復活後は原則として10:00 - 11:45（JST）の1本立てだが、番組によって2本立てになる事もある（枠は不定）。2019年10月改編でローカルセールス枠に転換され、テレビ朝日以外のネット局ではネット終了となった。5分後拡大の11:50終了となる。
それに伴い、『日曜天国』、『サンデープロジェクト』などの時代から続いた日曜午前中のネットワークセールス枠は特別な例外を除き一旦途切れる形となった。
2019年からは『ドラえもん』と『クレヨンしんちゃん』の土曜夕方への枠移動に伴い、『しんちゃん』劇場版を本枠で放送、まれに『ドラえもん』も放送する様になった。
2020年秋期改編より15:20 - 16:15に第2部が新設された。
2021年7月4日より11:45 - 11:50（JST）にミニ番組『発進!ミライクリエイター』（現在は水曜23:10）が設置されたため、1年9か月ぶりに10:00 - 11:45枠に戻った。
2022年4月改編にて10:00 - 10:30に『声優パーク建設計画 メタバース部』が、10:30 - 11:00に『春菜ザキさんのタダの通販じゃねーよ!』がそれぞれ枠移動するため、本番組は11:00 - 11:45に縮小された。10時台の前半枠と後半枠に分割されるのは1989年に『サンデープロジェクト』開始前以来で、共に朝日放送制作枠および全国ネットだった。さらに10時前半枠での自社制作は1980年9月まで放送された『題名のない音楽会』以来となる。また第2部の放送時間も70分繰り下がり、16:30 - 17:25となった。
2023年秋改編にて『ナスD大冒険TV』の枠移動に伴い、『新世界 メタバースTV!!』（『メタバース部』の後身）として、本番組は10:00 - 11:00に繰り上げ・15分拡大された。
一部テレビ朝日系列局でも日曜午後の単発枠を設けているが、テレビ朝日の放送内容と異なる場合もあった。系列各局で枠名が異なる場合があった。
- 系列局ではこの時間に自社制作番組や系列内外の遅れネット番組を放送するため、遅れネットまたは未放送となる場合が多かった。
  - 広島ホームテレビはこの時間帯前半を再放送または単発枠、後半をテレビ東京『開運!なんでも鑑定団』を放送。但し、内容によっては当番組を土曜13:00 - 15:00の単発枠で遅れネットする場合があった）。
- ゴルフツアー大会の最終日など、スポーツ中継がこの時間帯に入る事もあり『サンデープレゼント』の枠で放送することもあった[注 10]。
- 放送番組によっては『サンデープレゼント』と併合して3時間半の編成にする場合があった[注 11]。その場合、前半（サンデープレゼント）のみが全国ネット放送となる為、後半にあたる本枠はローカル放送となった。
- 2014年6月15日は本来10:00 - 11:45に放送されている『報道ステーション SUNDAY』を16:00 - 18:00に6時間繰り下げ・15分拡大[注 12]した上で、『スペシャルサンデー』を10:00 - 11:45に繰り上げて放送した。同年12月28日も『報ステSUNDAY』を「年末スペシャル」として16:00 - 18:00に6時間繰り下げ・拡大して放送するため、『スペシャルサンデー』を10:00 - 11:45に繰り上げて放送した。
- 2015年3月22日は『西村京太郎サスペンス 鉄道捜査官13』（再放送）を放送するが、13:55 - 15:20の『Tポイントレディスゴルフトーナメント 最終日』が延長した影響で、サブチャンネルの052ch・053chでは17:25まで引き続き中継を行った。これにより、15:20枠の『TVクリップ』、15:25枠の『ANNニュース』と共にメインチャンネルの051chのみでの放送となり、画質も標準画質での放送となった。
- 2021年9月12日から同年12月19日までは（枠休止時を除き）10:00 - 10:50と10:50 - 11:45の2部に分け、2部は今まで通りの週替わり番組、そして1部は平日朝の番組『じゅん散歩』の派生番組『週刊!じゅん散歩』を放送した。
- 第1部が45分に縮小されてからは、『ウラ撮れちゃいました』の再放送が中心になった（後に『激レアさんを連れてきた。』再放送に）。
- 2024年4月改編にて『日曜マイチョイス』がレギュラー化されたため、後半枠は廃止。そして前半枠に、新たに『BooSTAR -スタートアップ応援します-』と『リーダーズ サーチ!街でウワサの匠さん』の2本が不定期に放送される事になった。

## 主なラインナップ

### 日曜朝時代
特記のない放送枠は全て通常枠（2018年10月 - 2019年9月および2021年7月 - 2022年3月は10:00 - 11:45、2019年10月 - 2021年6月は10:00 - 11:50、2022年4月 - 2023年9月は11:00 - 11:45、2023年10月以降は10:00 - 11:00）。
- 林修の今でしょ!講座（→今、知りたいでしょ!）(再)（2018年10月21日・2020年12月27日・2021年10:50 - 11:45・2025年5月4日）
- 10万円でできるかな(再)（2018年11月11日・2019年3月10日10:00 - 11:15・3月17日11:00 - 11:45・5月5日11:15 - 11:45・5月19日11:00 - 11:45・7月14日11:00 - 11:45・2020年3月15日10:00 - 11:45・6月14日・9月20日11:00 - 11:50・2020年10月25日・2021年3月14日10:00 - 11:40・4月11日・9月12日10:50 - 11:45・2022年1月23日10:50 - 11:45・2023年3月12日・4月23日・2024年9月1日）
- 183村秘境旅〜こんな田舎がアルか否か!?〜（再）（2018年12月2日・2019年1月27日10:00 - 10:50・2月17日・3月24日・2019年4月28日・6月2日・6月9日・6月16日11:00 - 11:45[注 13]・6月23日・8月4日・8月25日10:30 - 11:45・12月22日）
- 帰れマンデー見っけ隊!!（再）（2018年12月9日・16日・23日・2019年1月6日10:00 - 11:00・2月10日・2月24日10:00 - 11:15・3月10日10:00 - 11:45・5月5日10:00 - 11:15・5月26日11:00 - 11:45・6月30日・7月7日10:55 - 11:25・7月14日10:00 - 11:00・9月8日10:00 - 10:55・9月15日10:00 - 10:55・10月6日10:00 - 11:50・10月20日11:00 - 11:50・2020年2月9日10:00 - 10:55・9月20日10:00 - 11:00・2023年2月26日・8月20日・10月1日・10月15日・11月19日・12月3日・2024年1月14日・1月21日・2月11日・3月3日・3月17日10:00 - 11:30[注 14]・4月7日・4月21日10:30 - 11:45・5月19日10:30 - 11:45・6月9日・6月16日・6月23日10:30 - 11:45・7月21日10:30 - 11:45・9月15日・11月10日10:30 - 11:45・12月8日・12月29日・2025年2月2日・2月16日10:30 - 11:45・3月23日10:30 - 11:45・4月6日10:30 - 11:45・6月1日）
- 人生の楽園（再）（2018年12月23日）
- 4姉妹が現場突撃!! 見のがせない冬ドラマまとめ!(2019年1月6日11:00 - 11:45。松尾由美子アナウンサー・島本真衣アナウンサー・新井恵理那・福田成美らが扮する「4姉妹」[注 15]が、1月期ドラマの収録現場に潜入する）
- あいつ今何してる?（再）（2019年1月13日10:00 - 10:50・2020年2月9日10:55 - 11:50）
- 科捜研の女（第17シリーズ、再）（2019年1月13日10:50 - 11:45・1月20日10:50 - 11:45[注 16]）
- 日本人の3割しか知らないこと くりぃむしちゅーのハナタカ!優越館（再）（2019年1月20日10:00 - 10:50）
- 新・科捜研の女（第3シリーズ、再）（2019年1月27日10:50 - 11:45[注 17]）
- 年代別にすべて発表!!番組視聴率ランキングTOP60（2019年2月3日[注 18]。テレビ朝日開局60周年記念番組。1960年代から10年ごとにブロック分けして、年代ごとに番組視聴率TOP60を発表する。進行は坪井直樹アナウンサーと大下容子アナウンサー。スペシャルコメンテーターとして黒柳徹子が出演）
- 中居正広の身になる図書館（再）（2019年2月24日11:15 - 11:45）
- 災害列島2019〜奇跡の救出スペシャル〜（2019年3月3日。2018年に起きた巨大災害時の人命救助を伝えるドキュメンタリー。ナレーター：斉藤茂一、杉本るみ）
- 雨上がり決死隊のトーク番組アメトーーク!（再）（2019年3月17日10:00 - 11:00[注 19]）
- フィギュアスケート平成史〜伊藤みどりから羽生結弦まで 伝説だらけの30年!!〜（2019年3月31日10:00 - 11:00）
- 関ジャニ∞のTheモーツァルト 音楽王No.1決定戦（再）（2019年3月31日11:00 - 11:45）
- やすらぎ通信（2019年4月7日。8日から始まる『帯ドラマ劇場 やすらぎの刻〜道』の事前番組）
- クレヨンしんちゃん 爆盛!カンフーボーイズ〜拉麺大乱〜（2019年4月14日10:00 - 11:50[注 20]。地上波初放送。今まで『クレヨンしんちゃん』劇場版は『ドラえもん・クレヨンしんちゃん 春だ!映画だ!3時間アニメ祭り』内で放送されていたが、今回は5年振りに別枠での放送となる）
- クレヨンしんちゃん ガチンコ!逆襲のロボとーちゃん（2019年4月21日10:00 - 11:50[注 20]。2度とも番組冒頭では、着ぐるみの野原しんのすけ(声 - 小林由美子)の他、『仮面ライダージオウ』の常盤ソウゴ / 仮面ライダージオウ(演 - 奥野壮)と『騎士竜戦隊リュウソウジャー』のコウ / リュウソウレッド(演 - 一ノ瀬颯)が登場、3番組合体企画「春のプレゼント祭り」のためのキーワードを発表した）
- ザワつく!金曜日（再）（2019年5月12日・2020年2月16日[注 21]・7月26日・2021年12月26日）
- 『白い巨塔』を10倍楽しめる!!徹底カンファレンスSP（2019年5月19日10:00 - 11:00。5月22日から放送される『白い巨塔』(岡田准一主演版)の事前番組）
- 5夜連続ドラマSP 山崎豊子『白い巨塔』今夜涙のフィナーレ（2019年5月26日10:00 - 11:00。前週に引き続き『白い巨塔』の事前番組）
- 黒柳徹子が混乱のレバノンへ（2019年7月7日10:00 - 10:55。ユニセフ親善大使35周年記念番組。親善大使：黒柳徹子）
- サンデーじゅん散歩（2019年7月28日・9月1日・9月22日・11月10日・11月24日・12月8日・2020年1月26日）
  - 週刊!じゅん散歩（2021年5月30日10:55 - 11:50・6月13日10:00 - 10:55・9月12日～12月19日10:00 - 10:50・2022年1月30日10:00 - 10:50・2月27日～10:00 - 10:50）
- 劇場版公開記念!今からでも分かる『おっさんずラブ』見どころ凝縮SPだお（2019年8月11日・8月18日・8月25日10:00 - 10:30。2019年8月23日公開『劇場版 おっさんずラブ 〜LOVE or DEAD〜』宣伝番組）
- 樹木希林特番直前SP（2019年9月8日10:55 - 11:45。9月10日に放送される樹木希林関連特番『おもろうて、やがて不思議の、樹木希林』事前番組）
- おらが県ランキング ダイナンイ 特別編（再）（2019年9月15日10:55 - 11:45。9月19日に放送される『ダイナンイ』事前番組）
- ドラえもん&クレヨンしんちゃん 引越し直前アニメ祭り（2019年9月29日。同年10月より『ドラえもん』と『しんちゃん』が金曜19時台から土曜夕方に枠移動するのに先駆け放送）
- 題名のない音楽会SP オーケストラと夢をかなえる夢響2019（2019年10月20日10:00 - 11:00。『題名のない音楽会』としては2年振りの日曜放送）
- バナナマンのドライブスリー（再）（2019年11月17日)→バナナドライ部（2020年4月12日・5月17日・6月27日。2020年3月18日の放送を以て『ドライブスリー』が終了し、当枠で継続・不定期放送となる）
- 法医学教室の事件ファイル43（再）（2019年12月1日）
- 警視庁・捜査一課長（第2シリーズ。再）（2019年12月15日）[注 22]
- チャンネルはそのまま![注 23]（2020年1月5日・1月12日・1月19日10:00 - 10:55[注 24]。「日本民間放送連盟賞」受賞ドラマ）
- 科捜研の女（第19シリーズ。再）（2019年1月19日10:55 - 11:50[注 25]）
- 激レアさんを連れてきた。（再）（2020年2月2日・3月8日・5月31日10:00 - 11:45・6月21日10:00 - 11:45・8月9日10:00 - 11:45・8月30日10:00 - 11:45・9月27日10:00 - 11:45・11月29日10:00 - 11:45・2021年2月7日10:00 - 11:45・3月21日10:00 - 11:45・4月25日10:00 - 11:00・6月20日10:00 - 10:50・7月11日10:50 - 11:45・7月18日・2022年1月9日10:00 - 10:50・2月6日・8月28日・9月18日・12月18日・2023年1月8日10:00 - 11:45・1月29日・4月16日・5月14日・7月23日・8月13日）
- マツコ&有吉 かりそめ天国（再）（2020年2月23日・4月5日・7月12日・10月4日・10月18日10:00 - 11:45・12月13日・2021年1月17日・2月21日・3月28日10:00 - 10:50・5月23日・2023年7月9日）
- しくじり先生 俺みたいになるな!!（再）（2020年3月1日・4月19日10:00 - 11:45・5月24日10:00 - 11:45・7月5日10:00 - 11:45・2021年1月31日10:00 - 11:45・5月2日10:00 - 11:45・7月11日10:00 - 10:50・8月1日）
- 『ヒマラヤ部族』見どころ紹介（2020年3月8日11:45 - 11:50。当日放送される『氷と雪に閉ざされた秘境の地 天空のヒマラヤ部族 決死の密着取材150日間』の事前番組）
- 食ノ音色（2020年3月15日11:45 - 11:50）
- 『どん底どっこいしょ』直前SP（2020年3月22日。3月26日放送の『どん底どっこいしょ』事前番組）
- 『大改造!!劇的ビフォーアフター×ポツンと一軒家』直前SP（2020年3月29日）
- 人気番組が見放題「TELASA」ナビ（2020年4月19日・4月26日・5月3日・5月10日・5月24日・5月31日・6月21日・7月5日・8月9日・8月30日・9月27日・10月18日・11月8日・11月29日・2021年1月31日・2月7日・3月21日・4月25日・5月2日・5月9日。動画配信サービス「TELASA」告知番組。枠は全て11:45 - 11:50）
- 千鳥の路地裏探訪（再）（2020年4月26日10:00 - 11:45・5月3日10:00 - 11:45・5月10日10:00 - 11:45・8月16日・9月13日）
- 世界の村で発見!こんなところに日本人（再）（2020年6月7日）
- あの人が"いいね"した一般人（再）（2020年7月19日）
- ドラえもん のび太の宝島（2020年8月2日。『ドラえもん のび太の新恐竜』公開記念）
- ドラえもん 新・のび太の日本誕生（2020年8月23日。『のび太の新恐竜』公開記念）
- クレヨンしんちゃん バカうまっ!B級グルメサバイバル!!（2020年9月6日。『クレヨンしんちゃん 激突! ラクガキングダムとほぼ四人の勇者』公開記念）
- テレビ千鳥（再）（2020年10月11日10:00 - 11:00[注 26]・2021年6月20日10:50 - 11:50・6月27日10:55 - 11:50・8月22日10:00 - 11:15・10月3日10:50 - 11:45）
- 爆笑問題&霜降り明星のシンパイ賞!!（再）（2020年10月11日11:00 - 12:55[注 27]。同日21:55に枠移動に先駆けて放送）
- あざとくて何が悪いの?（再）（2020年11月15日10:00 - 10:55・2021年2月14日10:00 - 11:50・4月4日10:00 - 10:55）
- ノブナカなんなん?（再）（2020年11月15日10:55 - 11:50・2021年3月7日10:30 - 11:50・4月4日10:55 - 11:50・6月6日11:00 - 11:50・2022年6月5日・8月7日・8月21日・10月23日・2023年1月15日）
- 今からでも間に合う!『24 JAPAN』完全ダイジェスト 深夜0時-午前7時（2020年11月22日。『金曜ナイトドラマ 24 JAPAN』ダイジェスト）
- 新作映画公開記念!!これを見ればもっと楽しめる!ドラえもん名作アニメSP（2020年12月6日。『STAND BY ME ドラえもん 2』公開を記念して、『STAND 2』の話の元となった「おばあちゃんのおもいで」(2011年6月24日放送)と「ぼくの生まれた日」(2008年4月25日放送)、そして映画前作『STAND BY ME ドラえもん』の話の元となった「ためしにさようなら」(2008年5月2日放送)と「雪山のロマンス」(2013年12月30日放送)を再放送。ナビゲーター出演は「入れかえロープ」役の羽鳥慎一）
- お笑い二刀流 MUSASHI（再）（2020年12月20日）
- 千鳥の相席食堂 話題の番組が関東上陸 2020年最高傑作 日本のヴェネチア&ナポリ（2021年1月10日10:00 - 10:55）
- 霜降りバラエティー 傑作選 せいや大阪で実家買います!!（2021年1月10日10:55 - 11:50）
- ブイ子のバズっちゃいな!（再）（2021年1月24日10:00 - 10:55）
- かまいガチ（再）（2021年1月24日10:55 - 11:50）
- 関ジャム 完全燃SHOW（再）（2021年2月28日）
- 話題のテレサドラマ『主夫メゾン』スタート記念!ニチアサヒーロー大集合スペシャル（2021年3月7日10:00 - 10:30）
- スペシャルドラマ『エアガール』見どころまるごとテイクオフ!（2021年3月14日11:40 - 11:50）
- 人生の楽園（再）（2021年3月28日10:50 - 11:50）
- クレヨンしんちゃん オラの引越し物語 サボテン大襲撃（2021年4月18日。『クレヨンしんちゃん 謎メキ!花の天カス学園』の公開記念[注 28]。ナビゲーターは『花の天カス学園』にアゲハ(天カス学園の生徒)役で出演の仲里依紗）
- お願い!ランキング（再）（2021年4月25日11:00 - 11:45[注 29]）
- 名所から一番近い家（再）（2021年5月9日10:00 - 10:55・5月16日・2022年1月16日）
- NOと言えない!カレン食堂（再）（2021年5月9日10:55 - 11:45）
- 坂上くんが試してみた!!通販☆家事スクール（再）（2021年5月30日10:00 - 10:55・6月27日10:55 - 11:50・2021年9月3日10:50 - 11:45・2022年1月30日10:50 - 11:45・3月6日10:50 - 11:45・5月29日・7月17日・10月2日・11月20日・2023年3月5日）
- 声優パーク建設計画 VR部（2021年6月6日10:00 - 11:00）
- #ワンチャン賭けとくぅ?（再）（2021年6月13日10:55 - 11:50）
- 春菜ザキさんのタダの通販じゃねーよ!（再）（2021年7月4日10:00 - 11:15）
- 今夜7時!次世代スター料理人No.1が決定!!DRAGON CHEF 2021（事前番組）（2021年7月4日11:15 - 11:45）
- 10月日本開催!世界体操・世界新体操九州（2021年8月15日10:00 - 10:50）
- 今田耕司ヒットの世界 東大生が通販してみた（2021年8月15日10:50 - 11:45・2022年1月9日10:50 - 11:45）
- 漂着者（再）（2021年8月22日11:15 - 11:45）
- 青春学園サスペンス最終章!世界トレンド5位!ザ・ハイスクール ヒーローズ特別編（2021年9月3日10:00 - 10:50）
- ウラ撮れちゃいました（再）（2021年9月19日10:50 - 11:45・10月10日10:50 - 11:45・10月31日10:50 - 11:45・12月12日10:50 - 11:45・2022年2月27日10:50 - 11:45・3月27日・4月3日・4月10日・4月24日・5月1日・5月15日・7月30日）
- 知念侑李の全力!世界体操・新体操（2021年9月26日10:50 - 11:45・10月17日10:50 - 11:45。「2021年世界体操競技選手権」関連番組）
- クイズプレゼンバラエティー Qさま!!（再）（2021年12月19日10:50 - 11:45・2025年8月17日10:00 - 11:45）
- ナニコレ珍百景（第2期）（再）（2022年1月23日10:00 - 10:50）
- 家事ヤロウ!!!（再）（2022年3月13日10:50 - 11:40・7月3日・9月11日・2023年5月28日・7月2日・2025年8月24日10:30 - 11:45）
- クレヨンしんちゃん 謎メキ!花の天カス学園（2022年4月17日10:00 - 11:45。『クレヨンしんちゃん もののけニンジャ珍風伝』の公開記念）
- くりぃむナンタラ（再）（2022年5月8日・9月4日）
- 注文の多い初キャンプ（2022年5月22日）
- くりぃむクイズ ミラクル9（再）（2022年6月12日・10月9日・2025年5月18日10:30 - 11:45）
- 映画「妖怪シェアハウス」公開記念 7つの謎を徹底考察して映画館へSP（2022年6月19日）
- 証言者バラエティ アンタウォッチマン!（再）（2022年6月26日）
- 阿佐ヶ谷ワイド!!（再）（2022年7月10日）
- 発進!ミライクリエイター（再）（2022年7月23日11:00 - 11:50）
- FIFAワールドカップ64〜W杯まで98日!やべっち×吉田麻也SP対談!（2022年8月14日）
- 音楽チャンプ（再）（2022年9月25日）
- 日曜マイチョイス （2022年11月20日・2023年2月12日・10月29日・11月26日・12月17日・2024年1月28日・2月25日・3月24日。司会：阿川佐和子。2024年4月14日より日曜16:30でレギュラー化）
- 最終章突入! ボーイフレンド降臨&ジャパニーズスタイル（2022年12月4日）
- 高嶋ちさ子のザワつく!音楽会〜コンサートの裏側全部見せますSP〜（2022年12月25日。10:00 - 11:45[注 30]・2023年9月17日）
- ニンチド調査ショー（再）（2023年1月22日・9月10日）
- もったいない通販（再）（2023年1月29日・3月19日・4月30日）
- ザワつく!路線バスで寄り道の旅（2023年2月12日10:00 - 10:45）
- 世界一奪還へ!フィギュア国別対抗戦 2021の記録（2023年4月2日）
- 有吉クイズ（再）（2023年4月9日・5月7日・6月4日・6月25日）
- ロンドンハーツ（再）（2023年6月11日）
- 噂のブラボー様（再）（2023年6月18日）
- ナスD大冒険TV（再）（2023年7月16日）
- クレヨンしんちゃん もののけニンジャ珍風伝（2023年7月30日10:00 - 11:45。『しん次元! クレヨンしんちゃん THE MOVIE 超能力大決戦 〜とべとべ手巻き寿司〜』の公開記念。ナビゲーターは『超能力大決戦』の松坂桃李(非理谷充役)と空気階段(池袋教授役、ヌスットラダマス2世役)）
- 通販をスクープしてみた!!（再）（2023年8月6日・9月3日）
- 出川一茂ホラン☆フシギの会（2023年8月27日）
- 1泊家族（再）（2023年12月10日・2024年3月24日・4月7日・5月4日・7月14日・9月22日10:30 - 11:45・7月6日）

- テレビ朝日 ジャニー喜多川性加害問題関連報道特別番組（2023年11月12日[注 31]）
- ポツンと一軒家（再）（2023年12月24日）
- 通販をスクープしてみた（再）（2024年1月6日）
- 「好き」から生まれた藤子・F・不二雄の世界（2024年2月18日。藤子・F・不二雄生誕90周年記念番組。『ドラえもん』を筆頭とした藤子・F作品を紹介。番組内では藤子・F原作アニメの中から、『パーマン』(第2作)と『チンプイ』を放送、また公開間近のドラえもん映画新作『映画ドラえもん のび太の地球交響楽』の情報も放送した。司会：川島明(麒麟)と山崎夢羽(BEYOOOOONDS)）
- BooSTAR -スタートアップ応援します-（2024年4月21日10:00 - 10:30・5月19日10:00 - 10:30・6月23日10:00 - 10:30・7月21日10:00 - 10:30・9月22日10:00 - 10:30・10月13日10:00 - 10:30・11月10日10:00 - 10:30・2月16日10:00 - 10:30・3月23日10:00 - 10:30・4月20日10:00 - 10:30・5月18日10:00 - 11:00・7月20日10:00 - 11:00・8月24日10:00 - 10:30）
- リーダーズ サーチ!街でウワサの匠さん（2024年4月28日・5月26日・7月28日・12月21日・2025年1月26日・2月23日・3月30日・4月27日・5月25日・7月20日）
- 小泉孝太郎銭ナール!!（再）（2024年6月2日）
- しん次元! クレヨンしんちゃん THE MOVIE 超能力大決戦 〜とべとべ手巻き寿司〜（2024年8月4日10:00 - 11:45。『クレヨンしんちゃん オラたちの恐竜日記』公開記念。ナビゲーターは『恐竜日記』の北村匠海(ビリー役)とオズワルド(アンモナー役、チュウ役)。なお同日には4:00 - 4:30にも、映画公開記念番組『映画クレヨンしんちゃん新作公開記念 恐竜復活でアンビリ〜バボ〜!!SP』を放送した）
- スカイキャッスル&南くんが恋人!? テレ朝夏ドラマみどころ特集（2024年9月1日）
- 楽しく学ぶ!世界動画ニュース（再）（2024年10月13日10:30 - 11:45・12月15日10:00 - 11:45・2025年3月30日11:00 - 11:45）
- THE世代感（再）（2025年1月5日10:00 - 11:45）
- テレメンタリーplus（2025年1月12日・2月9日・4月13日・5月11日・7月13日・8月10日）
- クレヨンしんちゃん オラたちの恐竜日記（2025年8月3日10:00 - 11:45。『クレヨンしんちゃん 超華麗!灼熱のカスカベダンサーズ』公開記念。ナビゲーターは賀来賢人(ウルフ役））

### 日曜午後時代末期
- ドラマ再放送
  - 土曜ワイド劇場作品
  - 科捜研の女シリーズ
  - 京都地検の女シリーズ
  - 相棒セレクション（不定期）

など
- 林先生が驚いた!世界の天才教育 林修のワールドエデュケーション（2015年3月1日）[注 33]
- 路線バスで寄り道の旅 徳さん珍道中すべて見せますSP（2015年3月29日） - 最終番組

など

### 過去に放送された番組
- 徳光&史朗の暴走おやじアナシリーズ
- ホンモノの伊東一家は海外嫌い!?シリーズ
- 石ちゃんのダジャレ紀行シリーズ
- 中尾彬&はしのえみのグルメ旅シリーズ
- 志村けんの激ウマ列島シリーズ
- 志村けんの南国美女探しシリーズ
- 関根&優香の笑うシリーズ
- おやじ3匹モテモテプーケット旅
- マルミセ!百聞一見録
- 飛び出せ!!ワールドモニター
- クイズ ビンゴ★ライン
- ネオバラ祭り
- お願い!ランキング増刊号
- ナニコレ珍百景特別編
- シルシルミシルさんデー特別編
- 関ジャニの仕分け∞特別編
- 小学生クラス対抗30人31脚事前特番（1998年 - 2009年）
- えなりかずきのまだまだあるぞ日本の穴場!～トナリの元気村!グルメ&温泉・ガチンコ勝負旅!!～（2007年4月29日）
- 世界の車窓から20周年記念番組（2007年12月16日）
- 1億3000万人のとっておき!!実は…大事典（2008年1月27日、2008年2月17日）
- M-1グランプリプレゼンツ MANZAIカバーズ（2010年11月14日 14:00-15:55。朝日放送制作）
- 加藤茶の旅いってみよう! 漁港でクッキング（2011年3月6日）
- 物々交換バラエティー「えび→たい」日本でおなじみのアレが世界で大バケ!?SP（2012年1月29日、朝日放送で1月15日放送）[注 34]
- THE HUNTING 〜命がけの漁〜
- 路線バスで寄り道の旅特別編

他多数

## ネット局

### 2019年9月まで
| 放送対象地域   | 放送局                           | 系列           | 放送日時           | ネット状況 |
| -------------- | -------------------------------- | -------------- | ------------------ | ---------- |
| 関東広域圏     | テレビ朝日（EX）                 | テレビ朝日系列 | 日曜 10:00 - 11:45 | 【制作局】 |
| 北海道         | 北海道テレビ（HTB）              | テレビ朝日系列 | 日曜 10:00 - 11:45 | 同時ネット |
| 青森県         | 青森朝日放送（ABA）              | テレビ朝日系列 | 日曜 10:00 - 11:45 | 同時ネット |
| 岩手県         | 岩手朝日テレビ（IAT）            | テレビ朝日系列 | 日曜 10:00 - 11:45 | 同時ネット |
| 宮城県         | 東日本放送（KHB）                | テレビ朝日系列 | 日曜 10:00 - 11:45 | 同時ネット |
| 秋田県         | 秋田朝日放送（AAB）              | テレビ朝日系列 | 日曜 10:00 - 11:45 | 同時ネット |
| 山形県         | 山形テレビ（YTS）                | テレビ朝日系列 | 日曜 10:00 - 11:45 | 同時ネット |
| 福島県         | 福島放送（KFB）                  | テレビ朝日系列 | 日曜 10:00 - 11:45 | 同時ネット |
| 長野県         | 長野朝日放送（abn）              | テレビ朝日系列 | 日曜 10:00 - 11:45 | 同時ネット |
| 新潟県         | 新潟テレビ21（UX）               | テレビ朝日系列 | 日曜 10:00 - 11:45 | 同時ネット |
| 静岡県         | 静岡朝日テレビ（SATV）           | テレビ朝日系列 | 日曜 10:00 - 11:45 | 同時ネット |
| 石川県         | 北陸朝日放送（HAB）              | テレビ朝日系列 | 日曜 10:00 - 11:45 | 同時ネット |
| 中京広域圏     | 名古屋テレビ放送（メ〜テレ/NBN） | テレビ朝日系列 | 日曜 10:00 - 11:45 | 同時ネット |
| 近畿広域圏     | 朝日放送テレビ（ABC TV）         | テレビ朝日系列 | 日曜 10:00 - 11:45 | 同時ネット |
| 広島県         | 広島ホームテレビ（HOME）         | テレビ朝日系列 | 日曜 10:00 - 11:45 | 同時ネット |
| 山口県         | 山口朝日放送（yab）              | テレビ朝日系列 | 日曜 10:00 - 11:45 | 同時ネット |
| 香川県・岡山県 | 瀬戸内海放送（KSB）              | テレビ朝日系列 | 日曜 10:00 - 11:45 | 同時ネット |
| 愛媛県         | 愛媛朝日テレビ（eat）            | テレビ朝日系列 | 日曜 10:00 - 11:45 | 同時ネット |
| 福岡県         | 九州朝日放送（KBC）              | テレビ朝日系列 | 日曜 10:00 - 11:45 | 同時ネット |
| 長崎県         | 長崎文化放送（NCC）              | テレビ朝日系列 | 日曜 10:00 - 11:45 | 同時ネット |
| 熊本県         | 熊本朝日放送（KAB）              | テレビ朝日系列 | 日曜 10:00 - 11:45 | 同時ネット |
| 大分県         | 大分朝日放送（OAB）              | テレビ朝日系列 | 日曜 10:00 - 11:45 | 同時ネット |
| 鹿児島県       | 鹿児島放送（KKB）                | テレビ朝日系列 | 日曜 10:00 - 11:45 | 同時ネット |
| 沖縄県         | 琉球朝日放送（QAB）              | テレビ朝日系列 | 日曜 10:00 - 11:45 | 同時ネット |

### 2019年10月から2021年6月まで
| 放送対象地域 | 放送局           | 系列           | 放送日時           | ネット状況 |
| ------------ | ---------------- | -------------- | ------------------ | ---------- |
| 関東広域圏   | テレビ朝日（EX） | テレビ朝日系列 | 日曜 10:00 - 11:45 | 【制作局】 |